# دوطرفه (مخابرات)
یک سامانه مخابراتی دوطرفه (به انگلیسی: duplex) یک سامانه نقطه‌به‌نقطه است که از اتصال حداقل دو دستگاه تشکیل شده است. سامانه‌های دوطرفه در بسیاری از شبکه‌های مخابراتی که به آنها امکان ارتباط هم زمان در دو جهت رفت و برگشت را می دهد استفاده شده است. سامانه‌های دوطرفه به دو حالت کلی‌ نیم‌دوطرفه (به انگلیسی: semiduplex) یا نیمه‌دوطرفه (به انگلیسی: half-duplex) و تمام‌دوطرفه (به انگلیسی: full-duplex) تقسیم می‌‌شوند.
در سامانه‌های دوطرفه، هر دو طرف اقدام به تبادل اطلاعات به صورت هم زمان می‌‌کنند. برای مثال از تلفن می‌‌توان به عنوان یک سیستم تمام‌دوطرفه نام برد که در آن هر دو طرف قادر به حرف زدن و شنیدن به صورت هم زمان هستند؛ گوشی صدای طرف مقابل را پخش می‌کند و همزمان میکروفن صدای شخص را منتقل می‌‌کند. دلیل آن هم وجود کانال مخابراتی دوطرفه بین دو طرف است.
در سامانه‌های نیمه‌دوطرفه ، دو طرف می‌‌توانند با هم ارتباط برقرار کنند اما نه به صورت هم زمان؛ ارتباط در هر لحظه در یک جهت برقرار می‌‌شود. مثالی از سامانه‌های دوطرفه، بیسیم‌ها واکی‌تاکی هستند که با استفاده از دکمه بگیر و صحبت‌کن اقدام به ارسال و دریافت اطلاعات می‌‌کنند. نحوه عملکرد سیستم به این گونه است که وقتی‌ شخص قصد ارتباط با یک کاربر راه دور را دارد با فشردن دکمه اقدام به ارسال اطلاعات می‌‌کند (در این حالت فرستنده روشن و گیرنده خاموش میشود) سپس برای شنیدن پیام کاربر راه دور با آزاد کردن دکمه ارسال اقدام به شنیدن می‌‌کند (در این حالت گیرنده روشن و فرستنده خاموش می‌‌شود).
نمونه دیگری از سامانه‌های مخابراتی که به عنوان ارتباط ساده در نظر گرفته می‌‌شوند هم وجود دارند که در آن یک طرف تنها اقدام به ارسال اطلاعات می‌‌کند و طرف دیگر فقط اطلاعات را می‌‌گیرد. تلویزیون، میکروفن‌های بیسیم و درهای پارکینگ که به صورت کنترلی کار می‌‌کنند از این دسته سامانه‌های ارتباطی‌ ساده هستند.

## نیمه‌دوطرفه

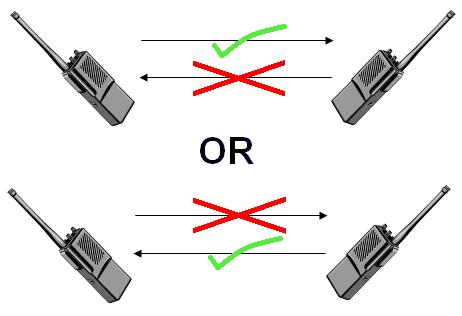
تصویری ساده از سامانه ارتباطی نیمه‌دوطرفه.

سامانه نیمه‌دوطرفه برقراری ارتباط در هر دو جهت را فراهم می‌کند، اما تنها در یک جهت در یک زمان (و نه به‌طور همزمان).
برای همین هنگامی که یک دستگاه شروع به گرفتن یک سیگنال می‌کند، باید تا هنگامی که فرستنده سیگنال در حال ارسالش را به پایان برساند، صبر کند و سپس پاسخ او را بدهد.(در این حالت آنتن‌ها گیرنده-فرستنده هستند و هم می‌توانند داده‌ها را دریافت کنند و هم آن‌ها را بفرستند.)
برای نمونه دستگاه‌های واکی تاکی دو نفره نیمه‌دوطرفه هستند.

## تمام‌دوطرفه

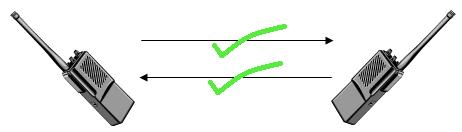
تصویری ساده از یک سامانه ارتباطی تمام‌دوطرفه. سامانه‌های ارتباطی تمام‌دوطرفه به دلیل هزینه و پیچیدگی در رادیوهای دستی رایج نیستد ولی در تلفن‌های بی‌سیم، خطوط تلفن و موبایل‌ها استفاده می شوند.

سامانه تمام‌دوطرفه (به انگلیسی: Full Duplex) (مخفف انگلیسی: FDX) برقراری ارتباط همزمان در هر دو جهت را فراهم می‌کند و برعکس ارتباط نیمه‌دوطرفه به دستگاه‌ها امکان این را می‌دهد که به صورت کاملاً هم زمان ارتباط برقرار کنند. همان‌طور که گفتیم،تلفن به ما این امکان را می‌دهد که در یک زمان هم حرف بزنیم و هم بشنویم، پس شبکه‌های تلفن خطی کاملاً هم‌زمان هستند و سیم‌پیچ پیوندی در ترکیب تلفن این امکان را به ما می‌دهد که چهار سیم را به دو سیم تبدیل کنیم.
برای نمونه، می‌توانیم ارتباط دوطرفه را به یک خیابان دو خطه تشبیه کنیم که هر خط آن در یک جهت است و هم‌زمان رفت و برگشت ممکن است. در این نوع ارتباط، هنگامی که داده‌ای ارسال شد، تا وقتی که از طرف دیگر پاسخ داده نشد که داده را دریافت کرده، نمی‌دانیم که داده دریافت شده یا نه.
رادیوهای دوطرفه می‌توانند به صورت تمام‌دوطرفه باشند، از یک فرکانس داده را دریافت و از فرکانس دیگری داده‌ها را ارسال می‌کنند. به این روش، روش تقسیم فرکانس دوطرفه نیز می‌گویند.